# Eugies
Eugies (pcd. Widgies, wa. Widjî) – dzielnica (section) gminy Frameries w Belgii, w Regionie Walońskim, w prowincji Hainaut, w okręgu Mons. 1 stycznia 2020 roku miejscowość zamieszkiwało 3179 osób, a gęstość zaludnienia wyniosła 594 os./km². Do 31 grudnia 1976 samodzielna gmina.

## Osoby

### urodzone w Eugies
- Claudine Brohet, sędzia piłkarska[3].